# Cristina Condulmer

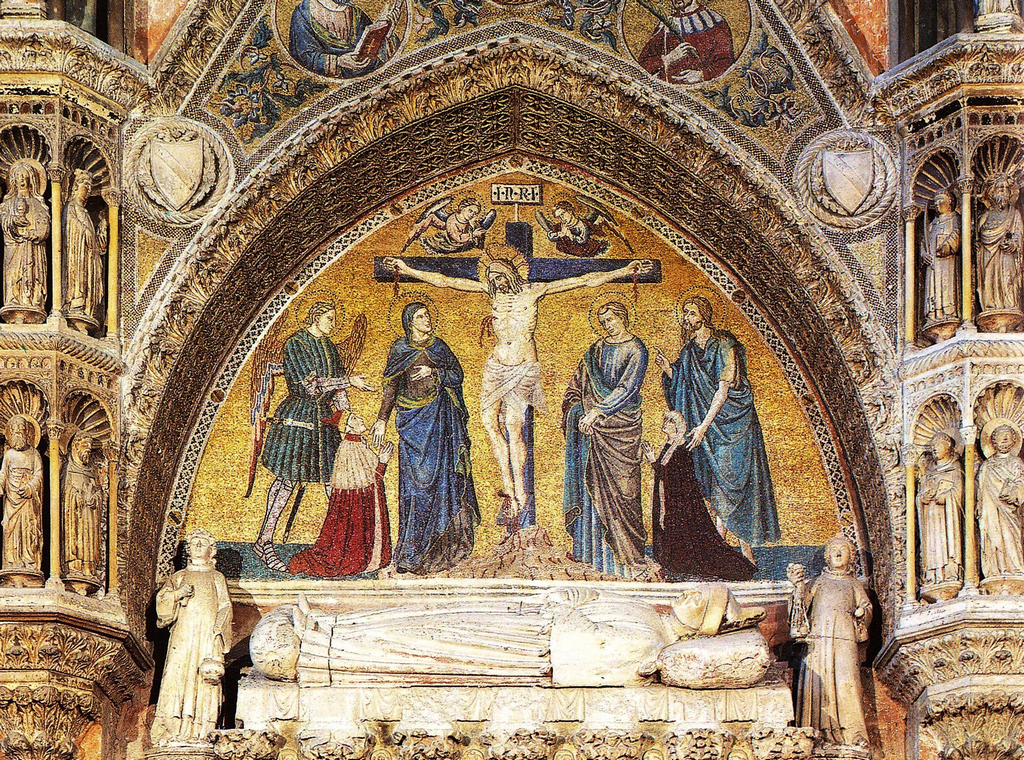
Das Grabmal Michele Morosinis in der Kirche San Zanipolo (Detail), der Doge (links) und die Dogaressa Christina Condulmer (rechts) kniend und in Gebetshaltung zu Füßen des gekreuzigten Jesus. Die „kleinteilige, scharfgratige Licht- und Schattenführung verweist … noch auf die Mosaiken von San Marco und ihre byzantinischen Vorbilder“. Das Grabmal wurde 1996 restauriert. In den Zügen des Täufers findet sich womöglich der Sohn des Herrscherpaares, Giovanni, wieder.

Cristina Condulmer, auch Bondumier († nach 1390 in Venedig), war durch die Ehe mit dem venezianischen Dogen Michele Morosini, der im Jahr 1382 für wenige Monate dieses höchste Staatsamt innehatte, während dessen Herrschaft Dogaressa der Republik Venedig. Sie ist die erste Dogaressa, von der sich eine bildliche Darstellung erhalten hat.

## Leben
Die spätere Dogaressa entstammte einer Patrizierfamilie, die erst spät in den führenden Stand Venedigs aufgestiegen war. Sie führte sich auf einen Pietro zurück, einen Tuchhändler, der 1297 erstmals in den Quellen erscheint. Wie bei diesen Familien üblich, bestanden auch die Condulmer aus mehreren Linien oder Zweigen (rami), im Fall der Condulmer waren es drei. Ein ramo gehörte seit dem Chioggia-Krieg (1378–1381) zum Patriziat (ein Domenico hatte Venedig großzügig unterstützt). Ein weiterer, zurückzuführen auf einen Fernovelli, erlangte diesen Status erst mit der Wahl Gabriele Condulmers zum Papst Eugen IV., also im Jahr 1431. Einem dritten Zweig der Familie gelang dieser Aufstieg erst mit dem Krieg um Kreta (1645–1669); dieser führte sich auf einen Angelo Condulmer zurück.
Cristina Condulmer heiratete den späteren Dogen Michele Morosini, der 1382 an der Pest starb. Das Paar hatte einen gemeinsamen Sohn namens Giovanni, der vom Prestige der Eltern profitiert haben dürfte. Giovanni war der Vater des Marino Morosini, dessen „zetole“ und Briefe der Jahre 1425–1427 im Umkreis der Schlacht von Maclodio (1427) – er nennt die Stadt „Macalo“ – tiefe Einblicke in das enorm dichte Kommunikationsverhalten – ersichtlich in der täglichen Korrespondenz – innerhalb der venezianischen Führungsschicht erlauben. Neben der persönlichen Korrespondenz entstanden extrem häufig „news sheets“, später zu avvisi fortentwickelt, die offenbar auch entwendet wurden, was den Wert der Inhalte herausstreicht. Sie geben tiefe Einblicke in ökonomische und politische Angelegenheiten, ebenso wie in die interfamiliären und innerfamiliären Beziehungsgeflechte oder die Zahl der Pesttoten. Briefe von Vicenza nach Venedig brauchten nur einen Tag, und neben den persönlich bekannten Überbringern gab es Reiter (cavalari), denen man gegen Bezahlung einzelne Aufträge erteilen konnte. Der Name der Ehefrau Giovannis, also von Cristinas Schwiegertochter, ist nicht überliefert.
Einen der Tiefpunkte der historischen Darstellung stellt Edgcumbe Staley († 1903) mit seinem Werk The Dogaressas of Venice dar, das 1910 posthum aufgelegt wurde. Nach Staley war der Doge „a mean fellow and a miser, a disgrace to the noble name he bore, but, happily for Venice, he held the dogado no more than three months“ (S. 161). Über die Dogaressa merkt er nur an, sie gehöre einer Familie von „merchants of woollen-cloth, refugees from Pavia [an]: they lived in the Campo Santa Lucia“ (S. 162).
1977 schreibt John Julius Norwich in seiner History of Venice im Gegenteil, Morosini sei „rich and high principled“ gewesen. Er habe nur zu wenig Zeit im Amt gehabt, da er ein Opfer des Schwarzen Todes wurde, und zudem sei er Opfer einer Fehlinterpretation einer Aussage in den Diarien des Marin Sanudo gewesen.